# Trichostomum sublamprothecium
Trichostomum sublamprothecium là một loài Rêu trong họ Pottiaceae. Loài này được Paris miêu tả khoa học đầu tiên năm 1898.